# The Space Between Us
Albums de Craig Armstrong
As If To Nothing
(2002)
The Space Between Us est le premier album du compositeur Craig Armstrong, sorti en 1998.

## Liste des titres
1. Weather Storm – 6:03 (retravail du titre Weather Storm paru sur Protection de Massive Attack et auquel Armstrong a participé)
2. This Love – 6:25 (avec la voix d'Elizabeth Fraser des Cocteau Twins)
3. Sly II – 5:17 (retravail du titre Sly paru sur Protection de Massive Attack et auquel Armstrong a participé)
4. After the Storm – 5:08
5. Laura's Theme – 5:27
6. My Father – 2:03
7. Balcony Scene (Roméo + Juliette) – 5:16 (retravail de Time Stands Still de la bande originale du film Roméo + Juliette et contient des éléments de Kissing You de Des'ree)
8. Rise – 4:24
9. Glasgow – 5:21
10. Let's go out Tonight – 6:01 (avec la voix de Paul Buchanan de The Blue Nile)
11. Childhood – 5:38
12. Hymn – 1:19

## Utilisation au cinéma
- La chanson Let's go out tonight est utilisée dans The Dancer de Frédéric Garson (2000), Laurence Anyways de Xavier Dolan (2012) et Aloha de Cameron Crowe (2015), L'Innocent (film, 2022) de Louis Garrel
- Laura's thème est utilisée dans Alice et Martin d'André Téchiné (1998) et Benjamim de Monique Gardenberg (2003).
- La chanson Rise est utilisée au début du film Le Négociateur de F. Gary Gray (1998).
- La chanson This Love apparaît dans le film Sexe Intentions de Roger Kumble (1999), inspiré du livre Les Liaisons Dangereuses de Choderlos de Laclos.